# 3e étape du Tour d'Italie 2023
Pour un article plus général, voir Tour d'Italie 2023.
La 3e étape du Tour d'Italie 2023 se déroule le lundi 8 mai 2023 de Vasto dans les Abruzzes à Melfi dans la région Basilicate, sur une distance de 216 km.

## Parcours
Depuis le départ de la ville de Vasto située au bord de la Mer Adriatique, le parcours longe dans un premier temps la côte adriatique vers le sud-est en traversant Termoli avant de rentrer à l'intérieur des terres en s'orientant vers le sud pour se rendre à Foggia dans la région des Pouilles puis pour franchir coup sur coup les deux côtes de la journée, le Valico dei Laghi di Monticchio (col de 3e catégorie) puis le Valico La Croce (col de 4e catégorie) dont le sommet se situe à une trentaine de kilomètres de l'arrivée à Melfi dans la région Basilicate.

## Déroulement de la course
Deux hommes de l’équipe Corratec, l’Italien Alexander Konychev et le Serbe Veljko Stojnić ont roulé plus de 170 kilomètres en tête avant d'être repris par le peloton à 36 kilomètres de l’arrivée. Le Français Thibaut Pinot (Groupama FDJ) franchit en tête les deux cols de la journée et s'empare du maillot bleu de meilleur grimpeur. Ensuite, le peloton des favoris reste groupé pour une fin d'étape vallonnée et sinueuse sur des routes humides. Pourtant bien emmené par ses équipiers de Trek-Segafredo, Mads Pedersen est remonté dans les 200 derniers mètres par Michael Matthews (Jayco AlUla) qui franchit la ligne d'arrivée en vainqueur.

## Résultats

### Classement de l'étape
| \| Classement de l'étape \| Classement de l'étape \| Classement de l'étape \| Classement de l'étape \| Classement de l'étape \| \| Coureur \| Coureur \| Pays \| Équipe \| Temps \| \| --------------------- \| --------------------- \| --------------------- \| ------------------------ \| --------------------- \| \| 1er \| Michael Matthews \| Australie \| Team Jayco AlUla \| 5 h 01 min 41 s \| \| 2e \| Mads Pedersen \| Danemark \| Trek-Segafredo \| + 0 s \| \| 3e \| Kaden Groves \| Australie \| Alpecin-Deceuninck \| + 0 s \| \| 4e \| Vincenzo Albanese \| Italie \| Eolo-Kometa \| + 0 s \| \| 5e \| Stefano Oldani \| Italie \| Alpecin-Deceuninck \| + 0 s \| \| 6e \| Sven Erik Bystrøm \| Norvège \| Intermarché-Circus-Wanty \| + 0 s \| \| 7e \| Primož Roglič \| Slovénie \| Jumbo-Visma \| + 0 s \| \| 8e \| Simone Velasco \| Italie \| Astana Qazaqstan Team \| + 0 s \| \| 9e \| Toms Skujiņš \| Lettonie \| Trek-Segafredo \| + 0 s \| \| 10e \| Andrea Vendrame \| Italie \| AG2R Citroën Team \| + 0 s \| |                   |           |                          |                 |
| |                   |           |                          |                 |
| Source : ProCyclingStats |                   |           |                          |                 |
| Classement de l'étape |                   |           |                          |                 |
| Coureur | Coureur           | Pays      | Équipe                   | Temps           |
| 1er | Michael Matthews  | Australie | Team Jayco AlUla         | 5 h 01 min 41 s |
| 2e | Mads Pedersen     | Danemark  | Trek-Segafredo           | + 0 s           |
| 3e | Kaden Groves      | Australie | Alpecin-Deceuninck       | + 0 s           |
| 4e | Vincenzo Albanese | Italie    | Eolo-Kometa              | + 0 s           |
| 5e | Stefano Oldani    | Italie    | Alpecin-Deceuninck       | + 0 s           |
| 6e | Sven Erik Bystrøm | Norvège   | Intermarché-Circus-Wanty | + 0 s           |
| 7e | Primož Roglič     | Slovénie  | Jumbo-Visma              | + 0 s           |
| 8e | Simone Velasco    | Italie    | Astana Qazaqstan Team    | + 0 s           |
| 9e | Toms Skujiņš      | Lettonie  | Trek-Segafredo           | + 0 s           |
| 10e | Andrea Vendrame   | Italie    | AG2R Citroën Team        | + 0 s           |

### Points attribués pour le classement par points
| Sprint intermédiaire Foggia (km 106,9) | Sprint intermédiaire Foggia (km 106,9) | Sprint intermédiaire Foggia (km 106,9) | Sprint intermédiaire Foggia (km 106,9) | Sprint intermédiaire Foggia (km 106,9) |
| -------------------------------------- | -------------------------------------- | -------------------------------------- | -------------------------------------- | -------------------------------------- |
|                                        | Coureur                                | Pays                                   | Équipe                                 | Point(s)                               |
| 1er                                    | Alexander Konychev                     | Italie                                 | Corratec                               | 12                                     |
| 2e                                     | Veljko Stojnić                         | Serbie                                 | Corratec                               | 8                                      |
| 3e                                     | Mads Pedersen                          | Danemark                               | Trek-Segafredo                         | 6                                      |
| 4e                                     | Arne Marit                             | Belgique                               | Intermarché-Circus-Wanty               | 5                                      |
| 5e                                     | Michael Matthews                       | Australie                              | Jayco AlUla                            | 4                                      |
| 6e                                     | Jonathan Milan                         | Italie                                 | Bahrain Victorious                     | 3                                      |
| 7e                                     | Sven Erik Bystrøm                      | Norvège                                | Intermarché-Circus-Wanty               | 2                                      |
| 8e                                     | Filippo Fiorelli                       | Italie                                 | Green Project-Bardiani CSF-Faizanè     | 1                                      |
| modifier                               |                                        |                                        |                                        |                                        |

| Arrivée d'étape Melfi (km 216) | Arrivée d'étape Melfi (km 216) | Arrivée d'étape Melfi (km 216) | Arrivée d'étape Melfi (km 216) | Arrivée d'étape Melfi (km 216) |
| ------------------------------ | ------------------------------ | ------------------------------ | ------------------------------ | ------------------------------ |
|                                | Coureur                        | Pays                           | Équipe                         | Point(s)                       |
| 1er                            | Michael Matthews               | Australie                      | Jayco AlUla                    | 25                             |
| 2e                             | Mads Pedersen                  | Danemark                       | Trek-Segafredo                 | 18                             |
| 3e                             | Kaden Groves                   | Australie                      | Alpecin-Deceuninck             | 12                             |
| 4e                             | Vincenzo Albanese              | Italie                         | Eolo-Kometa                    | 8                              |
| 5e                             | Stefano Oldani                 | Italie                         | Alpecin-Deceuninck             | 6                              |
| 6e                             | Sven Erik Bystrøm              | Norvège                        | Intermarché-Circus-Wanty       | 5                              |
| 7e                             | Primož Roglič                  | Slovénie                       | Jumbo-Visma                    | 4                              |
| 8e                             | Simone Velasco                 | Italie                         | Astana Qazaqstan               | 3                              |
| 9e                             | Toms Skujiņš                   | Lettonie                       | Trek-Segafredo                 | 2                              |
| 10e                            | Andrea Vendrame                | Italie                         | AG2R Citroën                   | 1                              |
| modifier                       |                                |                                |                                |                                |

### Points attribués pour le classement du meilleur grimpeur
| Valico dei Laghi di Monticchio (km 179,5) 3e catégorie (6,3 km à 6,4%) | Valico dei Laghi di Monticchio (km 179,5) 3e catégorie (6,3 km à 6,4%) | Valico dei Laghi di Monticchio (km 179,5) 3e catégorie (6,3 km à 6,4%) | Valico dei Laghi di Monticchio (km 179,5) 3e catégorie (6,3 km à 6,4%) | Valico dei Laghi di Monticchio (km 179,5) 3e catégorie (6,3 km à 6,4%) |
| ---------------------------------------------------------------------- | ---------------------------------------------------------------------- | ---------------------------------------------------------------------- | ---------------------------------------------------------------------- | ---------------------------------------------------------------------- |
|                                                                        | Coureur                                                                | Pays                                                                   | Équipe                                                                 | Point(s)                                                               |
| 1er                                                                    | Thibaut Pinot                                                          | France                                                                 | Groupama-FDJ                                                           | 9                                                                      |
| 2e                                                                     | Santiago Buitrago                                                      | Colombie                                                               | Bahrain Victorious                                                     | 4                                                                      |
| 3e                                                                     | Callum Scotson                                                         | Australie                                                              | Jayco AlUla                                                            | 2                                                                      |
| 4e                                                                     | Eddie Dunbar                                                           | Irlande                                                                | Jayco AlUla                                                            | 1                                                                      |
| modifier                                                               |                                                                        |                                                                        |                                                                        |                                                                        |

| Valico La Croce (km 186,5) 4e catégorie (2,6 km à 7,6%) | Valico La Croce (km 186,5) 4e catégorie (2,6 km à 7,6%) | Valico La Croce (km 186,5) 4e catégorie (2,6 km à 7,6%) | Valico La Croce (km 186,5) 4e catégorie (2,6 km à 7,6%) | Valico La Croce (km 186,5) 4e catégorie (2,6 km à 7,6%) |
| ------------------------------------------------------- | ------------------------------------------------------- | ------------------------------------------------------- | ------------------------------------------------------- | ------------------------------------------------------- |
|                                                         | Coureur                                                 | Pays                                                    | Équipe                                                  | Point(s)                                                |
| 1er                                                     | Thibaut Pinot                                           | France                                                  | Groupama-FDJ                                            | 3                                                       |
| 2e                                                      | Laurens De Plus                                         | Belgique                                                | Ineos Grenadiers                                        | 2                                                       |
| 3e                                                      | Pavel Sivakov                                           | France                                                  | Ineos Grenadiers                                        | 1                                                       |
| modifier                                                |                                                         |                                                         |                                                         |                                                         |

### Points attribués pour le classement des sprints intermédiaires
| Sprint intermédiaire Foggia (km 106,9) | Sprint intermédiaire Foggia (km 106,9) | Sprint intermédiaire Foggia (km 106,9) | Sprint intermédiaire Foggia (km 106,9) | Sprint intermédiaire Foggia (km 106,9) |
| -------------------------------------- | -------------------------------------- | -------------------------------------- | -------------------------------------- | -------------------------------------- |
|                                        | Coureur                                | Pays                                   | Équipe                                 | Point(s)                               |
| 1er                                    | Alexander Konychev                     | Italie                                 | Corratec                               | 10                                     |
| 2e                                     | Veljko Stojnić                         | Serbie                                 | Corratec                               | 6                                      |
| 3e                                     | Mads Pedersen                          | Danemark                               | Trek-Segafredo                         | 3                                      |
| 4e                                     | Arne Marit                             | Belgique                               | Intermarché-Circus-Wanty               | 2                                      |
| 5e                                     | Michael Matthews                       | Australie                              | Jayco AlUla                            | 1                                      |
| modifier                               |                                        |                                        |                                        |                                        |

| Sprint intermédiaire Rapolla (km 195,2) | Sprint intermédiaire Rapolla (km 195,2) | Sprint intermédiaire Rapolla (km 195,2) | Sprint intermédiaire Rapolla (km 195,2) | Sprint intermédiaire Rapolla (km 195,2) |
| --------------------------------------- | --------------------------------------- | --------------------------------------- | --------------------------------------- | --------------------------------------- |
|                                         | Coureur                                 | Pays                                    | Équipe                                  | Point(s)                                |
| 1er                                     | Remco Evenepoel                         | Belgique                                | Soudal Quick-Step                       | 10                                      |
| 2e                                      | Primož Roglič                           | Slovénie                                | Jumbo-Visma                             | 6                                       |
| 3e                                      | Koen Bouwman                            | Pays-Bas                                | Jumbo-Visma                             | 3                                       |
| 4e                                      | Mattia Cattaneo                         | Italie                                  | Soudal Quick-Step                       | 2                                       |
| 5e                                      | Mads Pedersen                           | Danemark                                | Trek-Segafredo                          | 1                                       |
| modifier                                |                                         |                                         |                                         |                                         |

### Bonifications
|   | Coureur         | Pays     | Équipe            | Secondes |
| - | --------------- | -------- | ----------------- | -------- |
| 1 | Remco Evenepoel | Belgique | Soudal Quick-Step | 3 s      |
| 2 | Primož Roglič   | Slovénie | Jumbo-Visma       | 2 s      |
| 3 | Koen Bouwman    | Pays-Bas | Jumbo-Visma       | 1 s      |

|   | Coureur          | Pays      | Équipe             | Secondes |
| - | ---------------- | --------- | ------------------ | -------- |
| 1 | Michael Matthews | Australie | Jayco AlUla        | 10 s     |
| 2 | Mads Pedersen    | Danemark  | Trek-Segafredo     | 6 s      |
| 3 | Kaden Groves     | Australie | Alpecin-Deceuninck | 4 s      |

## Classements à l'issue de l'étape

### Classement général
| \| Classement général \| Classement général \| Classement général \| Classement général \| Classement général \| \| Coureur \| Coureur \| Pays \| Équipe \| Temps \| \| ------------------ \| ------------------ \| ------------------ \| ------------------ \| ------------------ \| \| 1er \| Remco Evenepoel \| Belgique \| Soudal Quick-Step \| 10 h 18 min 07 s \| \| 2e \| João Almeida \| Portugal \| UAE Team Emirates \| + 32 s \| \| 3e \| Primož Roglič \| Slovénie \| Jumbo-Visma \| + 44 s \| \| 4e \| Stefan Küng \| Suisse \| Groupama-FDJ \| + 46 s \| \| 5e \| Geraint Thomas \| Royaume-Uni \| Ineos Grenadiers \| + 58 s \| \| 6e \| Aleksandr Vlasov \| Bannière neutre \| Bora-Hansgrohe \| + 58 s \| \| 7e \| Tao Geoghegan Hart \| Royaume-Uni \| Ineos Grenadiers \| + 1 min 02 s \| \| 8e \| Michael Matthews \| Australie \| Team Jayco AlUla \| + 1 min 02 s \| \| 9e \| Jay Vine \| Australie \| UAE Team Emirates \| + 1 min 08 s \| \| 10e \| Mads Pedersen \| Danemark \| Trek-Segafredo \| + 1 min 18 s \| |                    |                 |                   |                  |
| |                    |                 |                   |                  |
| Source : ProCyclingStats |                    |                 |                   |                  |
| Classement général |                    |                 |                   |                  |
| Coureur | Coureur            | Pays            | Équipe            | Temps            |
| 1er | Remco Evenepoel    | Belgique        | Soudal Quick-Step | 10 h 18 min 07 s |
| 2e | João Almeida       | Portugal        | UAE Team Emirates | + 32 s           |
| 3e | Primož Roglič      | Slovénie        | Jumbo-Visma       | + 44 s           |
| 4e | Stefan Küng        | Suisse          | Groupama-FDJ      | + 46 s           |
| 5e | Geraint Thomas     | Royaume-Uni     | Ineos Grenadiers  | + 58 s           |
| 6e | Aleksandr Vlasov   | Bannière neutre | Bora-Hansgrohe    | + 58 s           |
| 7e | Tao Geoghegan Hart | Royaume-Uni     | Ineos Grenadiers  | + 1 min 02 s     |
| 8e | Michael Matthews   | Australie       | Team Jayco AlUla  | + 1 min 02 s     |
| 9e | Jay Vine           | Australie       | UAE Team Emirates | + 1 min 08 s     |
| 10e | Mads Pedersen      | Danemark        | Trek-Segafredo    | + 1 min 18 s     |

| Classement par points | Classement par points | Classement par points | Classement par points      | Classement par points |
| Coureur               | Coureur               | Pays                  | Équipe                     | Points                |
| --------------------- | --------------------- | --------------------- | -------------------------- | --------------------- |
| 1er                   | Jonathan Milan        | Italie                | Bahrain Victorious         | 53 pts                |
| 2e                    | Kaden Groves          | Australie             | Alpecin-Deceuninck         | 39 pts                |
| 3e                    | Michael Matthews      | Australie             | Team Jayco AlUla           | 38 pts                |
| 4e                    | David Dekker          | Pays-Bas              | Arkéa-Samsic               | 35 pts                |
| 5e                    | Mads Pedersen         | Danemark              | Trek-Segafredo             | 26 pts                |
| 6e                    | Arne Marit            | Belgique              | Intermarché-Circus-Wanty   | 23 pts                |
| 7e                    | Remco Evenepoel       | Belgique              | Soudal Quick-Step          | 15 pts                |
| 8e                    | Marius Mayrhofer      | Allemagne             | Team DSM                   | 14 pts                |
| 9e                    | Fernando Gaviria      | Colombie              | Movistar Team              | 14 pts                |
| 10e                   | Stefano Gandin        | Italie                | Team Corratec-Selle Italia | 12 pts                |

| Classement par points | Classement par points | Classement par points | Classement par points      | Classement par points |
| Coureur               | Coureur               | Pays                  | Équipe                     | Points                |
| --------------------- | --------------------- | --------------------- | -------------------------- | --------------------- |
| 1er                   | Jonathan Milan        | Italie                | Bahrain Victorious         | 53 pts                |
| 2e                    | Kaden Groves          | Australie             | Alpecin-Deceuninck         | 39 pts                |
| 3e                    | Michael Matthews      | Australie             | Team Jayco AlUla           | 38 pts                |
| 4e                    | David Dekker          | Pays-Bas              | Arkéa-Samsic               | 35 pts                |
| 5e                    | Mads Pedersen         | Danemark              | Trek-Segafredo             | 26 pts                |
| 6e                    | Arne Marit            | Belgique              | Intermarché-Circus-Wanty   | 23 pts                |
| 7e                    | Remco Evenepoel       | Belgique              | Soudal Quick-Step          | 15 pts                |
| 8e                    | Marius Mayrhofer      | Allemagne             | Team DSM                   | 14 pts                |
| 9e                    | Fernando Gaviria      | Colombie              | Movistar Team              | 14 pts                |
| 10e                   | Stefano Gandin        | Italie                | Team Corratec-Selle Italia | 12 pts                |

| Classement de la montagne | Classement de la montagne | Classement de la montagne | Classement de la montagne | Classement de la montagne |
| Coureur                   | Coureur                   | Pays                      | Équipe                    | Points                    |
| ------------------------- | ------------------------- | ------------------------- | ------------------------- | ------------------------- |
| 1er                       | Thibaut Pinot             | France                    | Groupama-FDJ              | 12 pts                    |
| 2e                        | Paul Lapeira              | France                    | AG2R Citroën Team         | 6 pts                     |
| 3e                        | Thomas Champion           | France                    | Cofidis                   | 4 pts                     |
| 4e                        | Santiago Buitrago         | Colombie                  | Bahrain Victorious        | 4 pts                     |
| 5e                        | Tao Geoghegan Hart        | Royaume-Uni               | Ineos Grenadiers          | 3 pts                     |
| 6e                        | João Almeida              | Portugal                  | UAE Team Emirates         | 2 pts                     |
| 7e                        | Mattia Bais               | Italie                    | Eolo-Kometa               | 2 pts                     |
| 8e                        | Callum Scotson            | Australie                 | Team Jayco AlUla          | 2 pts                     |
| 9e                        | Laurens De Plus           | Belgique                  | Ineos Grenadiers          | 2 pts                     |
| 10e                       | Marius Mayrhofer          | Allemagne                 | Team DSM                  | 1 pt                      |

| Classement de la montagne | Classement de la montagne | Classement de la montagne | Classement de la montagne | Classement de la montagne |
| Coureur                   | Coureur                   | Pays                      | Équipe                    | Points                    |
| ------------------------- | ------------------------- | ------------------------- | ------------------------- | ------------------------- |
| 1er                       | Thibaut Pinot             | France                    | Groupama-FDJ              | 12 pts                    |
| 2e                        | Paul Lapeira              | France                    | AG2R Citroën Team         | 6 pts                     |
| 3e                        | Thomas Champion           | France                    | Cofidis                   | 4 pts                     |
| 4e                        | Santiago Buitrago         | Colombie                  | Bahrain Victorious        | 4 pts                     |
| 5e                        | Tao Geoghegan Hart        | Royaume-Uni               | Ineos Grenadiers          | 3 pts                     |
| 6e                        | João Almeida              | Portugal                  | UAE Team Emirates         | 2 pts                     |
| 7e                        | Mattia Bais               | Italie                    | Eolo-Kometa               | 2 pts                     |
| 8e                        | Callum Scotson            | Australie                 | Team Jayco AlUla          | 2 pts                     |
| 9e                        | Laurens De Plus           | Belgique                  | Ineos Grenadiers          | 2 pts                     |
| 10e                       | Marius Mayrhofer          | Allemagne                 | Team DSM                  | 1 pt                      |

| Classement du meilleur jeune | Classement du meilleur jeune | Classement du meilleur jeune | Classement du meilleur jeune | Classement du meilleur jeune |
| Coureur                      | Coureur                      | Pays                         | Équipe                       | Temps                        |
| ---------------------------- | ---------------------------- | ---------------------------- | ---------------------------- | ---------------------------- |
| 1er                          | Remco Evenepoel              | Belgique                     | Soudal Quick-Step            | 10 h 18 min 07 s             |
| 2e                           | João Almeida                 | Portugal                     | UAE Team Emirates            | + 32 s                       |
| 3e                           | Ilan Van Wilder              | Belgique                     | Soudal Quick-Step            | + 1 min 34 s                 |
| 4e                           | Andreas Leknessund           | Norvège                      | Team DSM                     | + 1 min 40 s                 |
| 5e                           | Stefano Oldani               | Italie                       | Alpecin-Deceuninck           | + 1 min 59 s                 |
| 6e                           | Michel Hessmann              | Allemagne                    | Jumbo-Visma                  | + 1 min 59 s                 |
| 7e                           | Thymen Arensman              | Pays-Bas                     | Ineos Grenadiers             | + 2 min 05 s                 |
| 8e                           | Ben Healy                    | Irlande                      | EF Education-EasyPost        | + 2 min 07 s                 |
| 9e                           | Marco Frigo                  | Italie                       | Israel-Premier Tech          | + 2 min 15 s                 |
| 10e                          | Santiago Buitrago            | Colombie                     | Bahrain Victorious           | + 2 min 24 s                 |

| Classement du meilleur jeune | Classement du meilleur jeune | Classement du meilleur jeune | Classement du meilleur jeune | Classement du meilleur jeune |
| Coureur                      | Coureur                      | Pays                         | Équipe                       | Temps                        |
| ---------------------------- | ---------------------------- | ---------------------------- | ---------------------------- | ---------------------------- |
| 1er                          | Remco Evenepoel              | Belgique                     | Soudal Quick-Step            | 10 h 18 min 07 s             |
| 2e                           | João Almeida                 | Portugal                     | UAE Team Emirates            | + 32 s                       |
| 3e                           | Ilan Van Wilder              | Belgique                     | Soudal Quick-Step            | + 1 min 34 s                 |
| 4e                           | Andreas Leknessund           | Norvège                      | Team DSM                     | + 1 min 40 s                 |
| 5e                           | Stefano Oldani               | Italie                       | Alpecin-Deceuninck           | + 1 min 59 s                 |
| 6e                           | Michel Hessmann              | Allemagne                    | Jumbo-Visma                  | + 1 min 59 s                 |
| 7e                           | Thymen Arensman              | Pays-Bas                     | Ineos Grenadiers             | + 2 min 05 s                 |
| 8e                           | Ben Healy                    | Irlande                      | EF Education-EasyPost        | + 2 min 07 s                 |
| 9e                           | Marco Frigo                  | Italie                       | Israel-Premier Tech          | + 2 min 15 s                 |
| 10e                          | Santiago Buitrago            | Colombie                     | Bahrain Victorious           | + 2 min 24 s                 |

| Classement par équipes | Classement par équipes | Classement par équipes | Classement par équipes |
| Équipe                 | Équipe                 | Pays                   | Temps                  |
| ---------------------- | ---------------------- | ---------------------- | ---------------------- |
| 1re                    | UAE Team Emirates      | Émirats arabes unis    | 30 h 56 min 33 s       |
| 2e                     | Ineos Grenadiers       | Royaume-Uni            | + 13 s                 |
| 3e                     | Soudal Quick-Step      | Belgique               | + 32 s                 |
| 4e                     | Groupama-FDJ           | France                 | + 1 min 32 s           |
| 5e                     | Bora-Hansgrohe         | Allemagne              | + 1 min 38 s           |
| 6e                     | Team Jayco AlUla       | Australie              | + 1 min 58 s           |
| 7e                     | Jumbo-Visma            | Pays-Bas               | + 2 min 02 s           |
| 8e                     | Bahrain Victorious     | Bahreïn                | + 2 min 28 s           |
| 9e                     | Trek-Segafredo         | États-Unis             | + 2 min 40 s           |
| 10e                    | EF Education-EasyPost  | États-Unis             | + 2 min 56 s           |

| Classement par équipes | Classement par équipes | Classement par équipes | Classement par équipes |
| Équipe                 | Équipe                 | Pays                   | Temps                  |
| ---------------------- | ---------------------- | ---------------------- | ---------------------- |
| 1re                    | UAE Team Emirates      | Émirats arabes unis    | 30 h 56 min 33 s       |
| 2e                     | Ineos Grenadiers       | Royaume-Uni            | + 13 s                 |
| 3e                     | Soudal Quick-Step      | Belgique               | + 32 s                 |
| 4e                     | Groupama-FDJ           | France                 | + 1 min 32 s           |
| 5e                     | Bora-Hansgrohe         | Allemagne              | + 1 min 38 s           |
| 6e                     | Team Jayco AlUla       | Australie              | + 1 min 58 s           |
| 7e                     | Jumbo-Visma            | Pays-Bas               | + 2 min 02 s           |
| 8e                     | Bahrain Victorious     | Bahreïn                | + 2 min 28 s           |
| 9e                     | Trek-Segafredo         | États-Unis             | + 2 min 40 s           |
| 10e                    | EF Education-EasyPost  | États-Unis             | + 2 min 56 s           |

## Abandons
Aucun.